# Giulio Cerreti
Giulio Cerreti (Sesto Fiorentino, 11 ottobre 1903 – Sesto Fiorentino, 18 giugno 1985) è stato un sindacalista, politico e giornalista italiano.

## Biografia
Nato nel 1903 da una famiglia proletaria e socialista, si iscrisse nel 1917 alla Federazione Giovanile Socialista, mentre nel 1919, a soli 16 anni, entrò a far parte della segreteria provinciale della FIOM di Firenze. Dopo la partecipazione al congresso di fondazione del Partito Comunista, si dedicò ad un'intensa attività sindacale che gli provocò l'ostilità e le persecuzioni dei fascisti.
Nel 1927 si rifugiò in Francia. Dopo brevi soggiorni a Lione e Tolone si stabilì a Parigi, dove divenne uno dei principali punti di riferimento degli immigrati italiani nel Partito Comunista Francese. Nel 1931, anno in cui fondò la rivista Fraternité, partecipò come delegato al IV Congresso del PCI, svoltosi in Germania. Dal 1932 al 1945 fece parte del comitato centrale del PCF. Elemento di rilievo della Terza Internazionale, nel 1936 coordinò le iniziative di supporto ai repubblicani spagnoli.
Nel 1939 si recò prima in Belgio e poi in Danimarca, dove fu arrestato dai nazisti e liberato a seguito dell'intervento della diplomazia sovietica. Fino al 1945 visse in URSS, dove collaborò strettamente con Togliatti.
Rientrato in Italia nel dopoguerra, partecipò ai lavori dell'Assemblea Costituente durante la quale fece parte del terzo Governo De Gasperi come Alto Commissario per l'alimentazione. Fu deputato fino al 1963 e senatore fino al 1968. Dal 1962 ha fatto parte del Comitato centrale del PCI.
Nel 1973 riassunse la propria esperienza di dirigente del PCI e del PCF nel libro Con Togliatti e con Thorez. Quarant'anni di lotte politiche.